# Maria Tachibana
Maria Tachibana (マリア・タチバナ?) è un personaggio della serie di anime e videogiochi Sakura Wars, ideata da Ōji Hiroi. Il character design del personaggio è di Kōsuke Fujishima. Maria è doppiata in originale da Urara Takano.
Maria è uno dei membri della Flower Division, un immaginario corpo speciale dell'esercito giapponese di inizio secolo, specializzato nel combattere le forze del male ed i demoni, attraverso l'utilizzo della propria energia psichica.

## Biografia del personaggio
Fredda e riservata, Maria è nata in Russia ed ha combattuto durante il caos della rivoluzione russa con tanta ferocia e coraggio da guadagnarsi il soprannome di "kazuar". Dopo aver lasciato la Russia, Maria finì per lavorare per la mafia newyorkese, fino al giorno in cui non incontrò il maggiore Ayame Fujieda, che la convinse ad abbandonare la vita criminale, ed unirsi alla Flower Division giapponese.
Brillante stratega ed ottima combattente, Maria ha lavorato come primo capitano della Flower Division, fino al momento in cui non decise di lasciare il titolo a chi avrebbe saputo tenere unito il gruppo meglio di lei, continuando comunque ad essere la stratega del gruppo, e la seconda in comando.
Maria è anche una talentuosa attrice, impiegata spesso in ruoli maschili, per via del suo affascinante aspetto androgino, nelle varie produzioni messe in atto dalla Flower Division, nella loro copertura.